# Philipp Müller (homme politique)
Pour les articles homonymes, voir Philipp Müller et Müller.
Philipp Müller, né le 5 septembre 1952 à Mogelsberg (originaire du même lieu), est une personnalité politique suisse, membre du Parti libéral-radical (PLR). 
Il est député du canton d'Argovie au Conseil national de décembre 2003 à novembre 2015 puis au Conseil des États jusqu'en décembre 2019. Il est président du PLR d'avril 2012 à avril 2016.

## Biographie
Philipp Müller naît le 5 septembre 1952 à Mogelsberg, dans le canton de Saint-Gall. Il est originaire du même lieu. 
Après sa scolarité, il suit un apprentissage de plâtrier/tucateur afin de pouvoir reprendre l'entreprise de plâtrier de ses parents, qu'il transforme finalement en entreprise générale de construction et d'immobilier.  
Il est aussi propriétaire de Philipp Müller Generalunternehmung et membre du conseil d'administration de l'Automobile Club suisse, section Mittelland, depuis décembre 1991. 
Il vit à Reinach, est marié et a trois filles issues d'un premier mariage.

## Politique

### Parti libéral-radical
Il est président du PLR Reinach de 1996 à 2004. Depuis 2004, il est membre de la direction du Parti suisse. Il y dirige le département chargé des questions de migration et est expert sur le thème central "L'État allégé et favorable aux citoyens". 

### Parlementaire

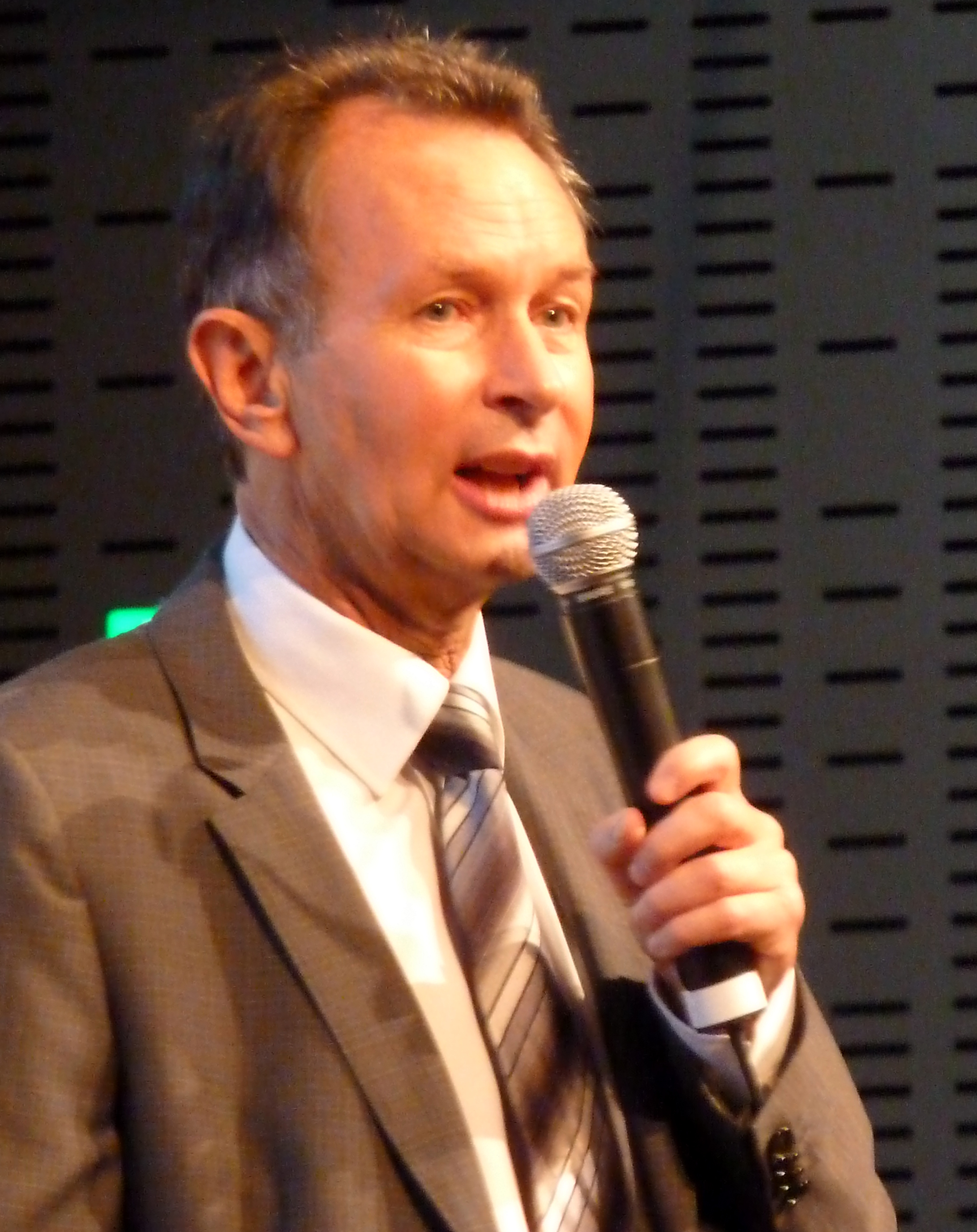
Philipp Müller en 2012 lors d'un congrès du Parti libéral-radical.

Il est membre du Grand Conseil argovien de 1997 à 2003. Il est élu au Conseil national lors des élections parlementaires suisses de 2003, où il est membre de la Commission des affaires économiques et fiscales et de la Commission de politique de l'État.
Le 21 avril 2012, il est élu président du Parti libéral-radical, qu'il souhaite renforcer en tant que parti populaire libéral. De 2015 à 2019, il représente le canton d'Argovie au Conseil des États. 
Par ailleurs, il est aussi membre de la direction du groupe PLR à l'Assemblée fédérale.

### Positionnement politique
Depuis sa fondation en 2002 jusqu'en 2008, il est président du "Comité d'information indépendant du parti PIKOM", une association civique sur le thème de la politique des étrangers. 
Il s'engage aussi pour les milieux économiques et veut obtenir de meilleures conditions fiscales pour les propriétaires et les investisseurs de bâtiments résidentiels, par exemple en termes d'augmentation de l'efficacité énergétique. 
Il est partisan d'une réforme de la TVA. 

## Sport automobile
En 1977, 1978 et 1980, il participe à des compétitions de Formule 3 européenne. Il court également en Formule 3 allemande en 1980, puis en 1981 passe à la Formule 3 suisse, où il termine quatrième au classement général.
En 1986, il remporte le titre de champion d'Europe pour l'équipe Toyota. En 1987, il participe au championnat européen des voitures de tourisme et au championnat mondial des voitures de tourisme. En 1989, il participe au championnat européen des voitures de tourisme et termine 23e au classement général à la fin de la saison. En 1989 et 1990, il participe au championnat allemand des voitures de tourisme dans une Toyota Supra de l'équipe Bemani-Motorenbau. Il termine 23e au classement général en 1989. 
En 1990, il participe à la Porsche Carrera Cup allemande et termine sixième à la fin de la saison. Il reste fidèle à cette série en 1991 (6e place) et 1992 (7e place). 
En 1994, il participe à la Coupe allemande de voitures de tourisme. En 1995, il participe au championnat suisse des voitures de tourisme et termine troisième à la fin de la saison.